# Heavenly Bodies: Fashion and the Catholic Imagination
Heavenly Bodies: Fashion and the Catholic Imagination (с англ. — «Небесные тела: мода и католическое воображение») — выставка Института костюма нью-йоркского Метрополитен-музея, проходящая с 10 мая по 8 октября 2018 года, посвящённая отражению католических образов, символов и тем в творчестве художников-модельеров XX и XXI веков. Кураторами выставки выступили Эндрю Болтон и Венди Ю. Тематика выставки и соотношение религии с коммерциализацией, элементами массовой культуры и шоу вызвало неоднозначную реакцию как у светской, так и религиозной общественности.

## Содержание выставки

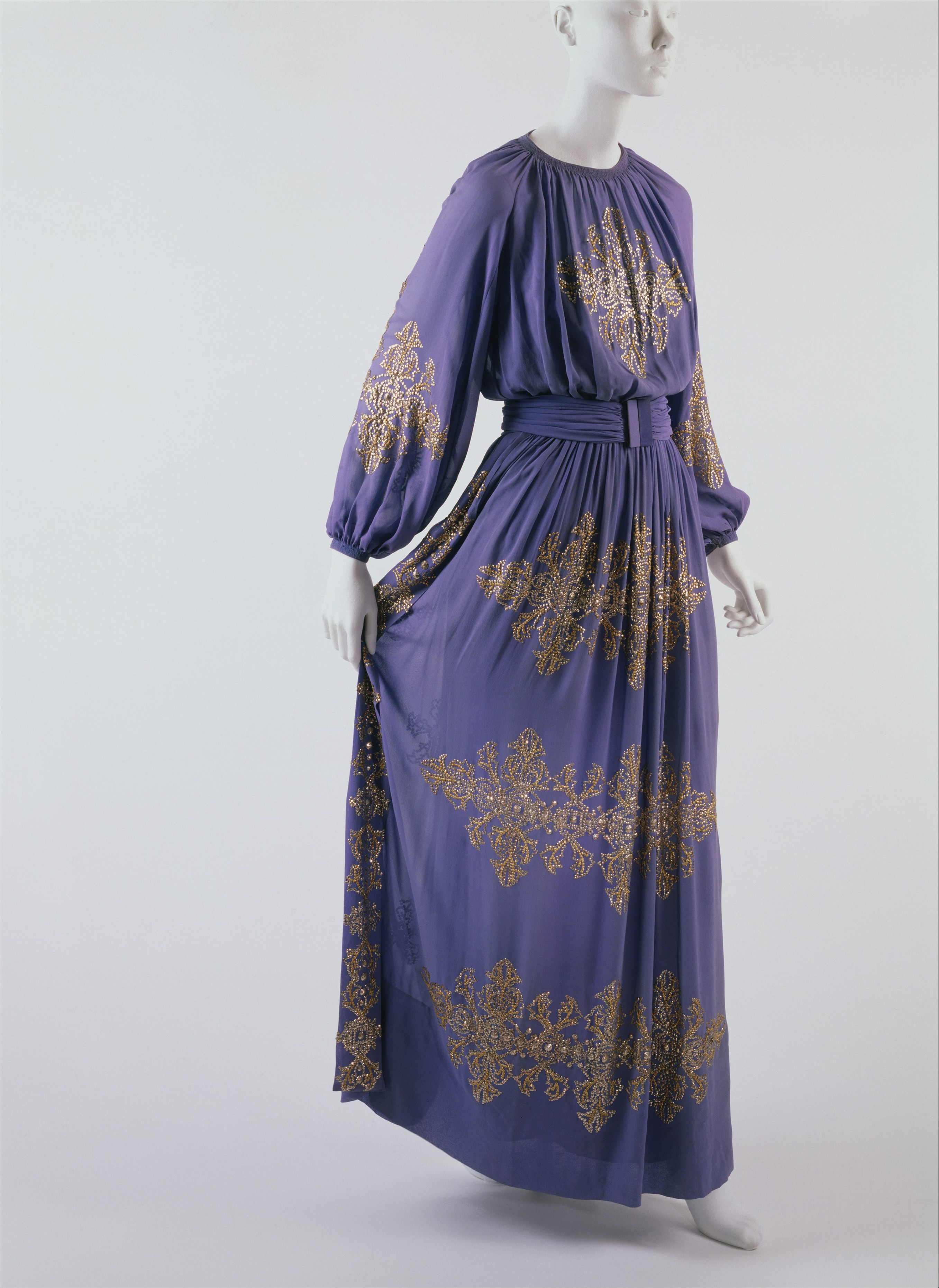
Платье авторства Жанны Ланвен, представленное в экспозиции.

Heavenly Bodies: Fashion and the Catholic Imagination стала самой большой экспозицией Института костюма. Она охватила 25 галерей и расположилась в двух зданиях (часть выставки разместилась в здании Клойстерс). Создатели выставки хотели показать, как религиозные убеждения и практики, веками вдохновлявшие на создание величайших произведений искусства, повлияли на дизайнеров и модельеров XX и XXI веков, давая некоторые из самых инновационных творений в истории моды. Небесные тела: мода и католическое воображение исследуют сложные и часто противоречивые отношения моды с католицизмом, исследуя роль духовности и религии в современной культуре. На выставке, развернувшейся в зданиях Метрополитен-музея и Клойстерс представлены предметы из собрания музея, а также папские одежды и аксессуары из ризницы Сикстинской капеллы, многие из которых ранее не отправлялись за пределы Ватикана. Согласно публикации кураторов выставки, большинство дизайнеров, чья одежда представлена на выставке, воспитаны в римско-католической традиции; некоторые из них не исповедуют католицизм, но, тем не менее, признают влияние религиозных образов на их творчество. На первый взгляд это проявляется в использовании христианских символов, например таких как крест и терновый венец, а на более глубоком уровне выражается через метафоры.

## Скандальность
На традиционном балу Мет Гала, проводившемся в честь открытия выставки и предполагавшем дресс-код в рамках её тематики, певица Рианна носила на голове папскую митру. Критики и журналисты различных изданий назвали такой образ назвал его «святотатством» и «кощунственным косплеем». Другие знаменитости также представили неоднозначные образы, например, Лили Коллинз, по своим же словам, выбрала образ «шикарной монахини», Сара Джессика Паркер надела украшение на голову со сценой Рождества, Джаред Лето и Лана Дель Рей появились в образах «Иисуса и Марии в стиле Gucci». При этом Католическая церковь предоставила более сорока папских одежд из Ватикана, а открытие и шоу Мет Гала посетил кардинал-священник Тимоти Майкл Долан. В своём интервью по поводу выставки Долан заявил: «Церковь и католические образы — тематика этой выставки — касается трёх вещей: правды, доброты и красоты. Вот почему мы любим такие вещи, как искусство, культуру, музыку, литературу и, да, даже моду, — чтобы благодарить Бога за дар красоты». Американский писатель и критик Кайл Смит заявил, что Католическая церковь на самом деле «подстрекала насмешку над своими символами», раскритиковал само появление Долана на мероприятии и его последовавшее интервью, заявив, что подобные поступки и слова ведут к самоуничтожению церкви. Католический апологет Майкл Ворис также раскритиковал кардинала Долана за участие в Мет Гала.

## Отзывы
Издание The Wall Street Journal высоко оценило саму тематику выставки: «Подарок от портняжных богов… идея настолько правильная, столь неизбежно величественная, удивительно, что такого никогда не случалось здесь раньше». Автор отзыва от издания The Cut полагает, что выставка «оставит под впечатлением не только католиков», а «современность и древность здесь творчески соединены». В отзыве от издания The New York Post говорится, что «любители искусства уже знают, что Метрополитен-музей — это рай на Земле, но его новая выставка… должна обратить в эту веру всех остальных». Издание USA Today подчеркнуло «заставляющий задуматься» характер выставки, в отличие от выставок-ретроспектив творчества того или иного дизайнера, периодически проводимых музеем.
Ряд негативных отзывов последовал после шоу Мет Гала, но по большей части касался самого бала, а не экспозиции выставки. При этом, прозвучали заявления о выставке и Мет Гала как об оскорблении религии, так и наоборот — о чрезмерном прославлении Католицизма.

## Посещаемость
Выставка стала самой посещаемой среди всех в истории отделения Института костюма и третьей в истории Метрополитен-музея. За 10 919 дней экспозиции её посетили 1 659 647 посетителей, что стало лучшим показателем среди всех музеев мира в 2018 году.